# Szabó Gábor (zenész)
Szabó Gábor (Budapest, 1936. március 8. – Budapest, 1982. február 28.) magyar dzsesszgitáros és zeneszerző. Ő volt az első olyan magyar dzsesszmuzsikus, aki nemzetközileg elismert és népszerű, szakmailag pedig jelentős dalszerző lett, és akit játéka alapján ma is számon tartanak. Életműve Magyarországon sokáig szinte ismeretlen volt, lemezei 1990-ig gyakorlatilag beszerezhetetlenek voltak. Művészetének adózva 1992-ben a Magyar Jazzszövetség megalapította a Szabó Gábor-díjat, amelyet minden évben olyan művész kap meg a Magyar Kulturális Alapítvány támogatásával, aki tevékenységével hozzájárul a magyar jazzművészet színvonalának fejlődéséhez, nemzetközi elismertségéhez.

## Pályafutása

### A kezdetek (1951–1958)
Szabó Gábor tizennégy éves korában, karácsonyi ajándékként kapta meg első gitárját. Ettől kezdve szorgalmasan gyakorolt, példaképe pedig a gitáros Les Paul lett. Egyetlen hangszertanárához csak három hétig járt, 1951-ben. Az alapok elsajátítása után szinte minden szabad percében gyakorolt, néha kottából, de inkább hallás után játszott. Leginkább a rádió előtt ülve, az A. F. N. (németországi katonai adó) és az Amerika Hangja rádióadók műsorait hallgatva – mintegy utánozva az akkori zenei irányzatokat – megtanult gitáron játszani. 
Következő gitárleckéit a budapesti éjszakai bárokból vette. Az alkalmi együttesekkel végigmuzsikálta Budapest éjszakai bárjait és szórakozóhelyeit, gitártudását önmaga is folyamatosan továbbfejlesztette. Az 1950-es évek elején többek között Garay Attila zongorista és Búvári Tibor nagybőgős együttesében is szerepelt, majd 1954-ben Kovács Andor gitáros népszerű együttesének tagja lett. 1956-ban Dobsa Sándorral a zuglói Vadászkert étterem, illetve Kabók Lajos nagybőgős és Totth Péter zongorista társaságában a budapesti Astoria szálló éttermének zenésze volt. 
Szabó 1956. június 27-én készítette első hanglemezfelvételeit a Magyar Rádióban. Ezeken a felvételeken Deák Tamás együttesének tagjaként kísérte a Myrna Bell művésznéven szereplő kanadai magyar Hosó Irma énekét. Még 1956 nyarán a távozófélben lévő amerikai Ernst Nagy követségi titkár az általa jónak tartott magyar dzsesszmuzsikusokkal, köztük Szabó Gáborral készíttetett felvételeket a Magyar Hanglemezgyártó Vállalat stúdiójában. A felvételeket Nagy magával vitte Washingtonba, ahol a Music in USA rádióadó Jazz Hour (Dzsessz-óra) műsorában Willis Conover lemezlovas november 23-án az egész anyagot leadta. 
1956-ban az országot elhagyó Szabó család előbb Ausztriában lelt menedéket, majd Nagy segítségével egy repülőn hamarosan kijutottak az Amerikai Egyesült Államokba, ahol a New Jersey-i Kilmer menekülttáborba kerültek. A táborban megismert Rávay Géza gitáros és Kabók Lajos nagybőgős társaságában Szabó Gábor Three Strings néven alakította meg első amerikai együttesét. A hírnév egyre késett, ezért Szabó megpróbált munkát keresni. San Bernardinóból járt be egyetlen amerikai munkahelyére, a közeli Norton légibázisra, ahol portásként dolgozott. A portásfülkében gyakorolni is tudott, és közel féléves munkával elegendő pénzt gyűjtött össze ahhoz, hogy 1958-ban beiratkozhasson a bostoni Berklee School of Music zeneiskolába.

### Berklee School of Music (1958–-1961)
Szabó Gábor egyedi gitárjátékában már ekkor megjelent a magyar népzenei örökség, amit az amerikai Roy Rogers westernjeiből ismert countryzene elemeivel egészített ki. Ez a meglepően egyedi és dallamos zenei stílus, amely egyesítette a magyar, skót és ír népzenét – megfűszerezve az amerikai feketék blueszenéjével –, a dzsessz új stílusának alapja volt. Szabó már zeneiskolásként megkapta első komoly munkáját. Willis Conover javaslatára az International Youth Band nevű együttesbe került, amit George Wein producer és Marshall Brown zenekarvezető és hangszerelő az 1958-as Newporti Dzsesszfesztiválon való fellépésre szervezett európai zenészekkel. Az együttesben Szabó az akkor még jobbára ismeretlen fiatalok között olyan későbbi hírességekkel játszott együtt, mint Duško Gojkovic trombitás, Eric Kleinschuster és Albert Mangelsdorff harsonások, Jan ’Ptaszyn’ Wróblewski tenorszaxofonos és George Gruntz zongorista. Ez az együttes kísérte Louis Armstrong programját is. A fesztiválon olyan híres dzsesszmuzsikusok játszottak még, mint Miles Davis, Duke Ellington, Ella Fitzgerald és Billie Holiday. Szabó sok későbbi zenei kapcsolatát is a Berklee zeneiskolában alapozta meg: itt ismerte meg Chick Coreát, Gary McFarland vibrafonost, valamint Charles Lloyd és Sadao Watanabe tenorszaxofonosokat. Az iskolában Szabó a kínai születésű japán zongorista, Toshiko Akiyoshi együttesében is játszott, aki 1956 és 1959 között volt a Berklee hallgatója. A bostoni évekből két iskolai nagylemez őrzi Szabó gitárjátékát.
A városhoz kötődik Szabó magánéletének egyik fontos állomása is: Alicia Solari ír-olasz származású tanárnővel 1959. július 18.-án házasodott össze.

### Chico Hamilton’s Quintet (1961–1964)
Miután befejezte tanulmányait, Szabó 1961-ben csatlakozott a Chico Hamilton’s Quintethez. Ez az időszak volt Szabó sikerének kezdete. „Szabo valóban tűz” – Chico Hamilton (1921–2013) ezekkel a szavakkal jellemezte egyedi gitárjátékát. Szabó Gábor pályájának zeneileg egyik legértékesebb szakaszában több nagyszerű koncert és album született. A zenekar magja a Hamilton–Lloyd–Szabó–Stinson négyes volt; Chico Hamilton neve alatt öt albumot adtak ki, ezek a Drumfusion, a Transfusion, a Passin’ Thru, a Different Journey, valamint a Man from Two Worlds. További egy album, a Nirvana pedig Lloyd neve alatt jelent meg.

### Charles Lloyd’s Quintet (1964–1965)
Lloyd 1964 elején már saját útját járta. Új együttesébe természetesen meghívta Szabó Gábort is, aki azzal a feltétellel tett eleget a felkérésnek, hogy kapcsolatban marad Hamiltonnal. Charles Lloydnál Tony Williams dobos és Ron Carter nagybőgős volt Szabó partnere. 1964 elején Hamilton és Szabó egy filmkötelezettségnek tett eleget Londonban. Stúdiózenészek előadásában itt vették fel Roman Polański Iszony című filmjének zenéjét. Mivel Hamiltonnak és Szabónak nem volt angliai munkavállalási engedélye, az elkészült felvételek egyetlen általuk játszott hangot sem tartalmazhattak. A felvett darabok többségének Szabó Gábor volt a hangszerelője. Szabó részére az 1964-es év meghozta a szakmai elismerést is: a Down Beat című dzsesszlap kritikusi szavazásán a gitárosok összesített ranglistáján a nyolcadik lett. Az Év Legjobb Új Gitárosa kategóriában viszont ugyanezek a kritikusok megosztott első helyezést szavaztak meg neki és Zoller Attilának.

### Gary McFarland’s Quintet (1965)
Szabó egy ideig párhuzamosan játszott Lloyd és Hamilton együttesében, 1965 júliusában pedig a McFarland's-quintettnek is tagja lett. Az együttesben Gary McFarland (vibrafon), Szabó Gábor (gitár), Sadao Watanabe (tenorszaxofon, fuvola), Eddie Gomez (nagybőgő) és Joe Cocuzzo (ütőhangszerek) játszott. Az időszak lemezei: Chic Chic Chico, Lloyd: Of Course, Of Course (Persze, persze), együttműködésük újabb remekművei. Az újabb 1965-ös Hamilton-album címe El Chico (A kisfiú) lett, melyen Szabó Gábor közreműködésével elkészítették az első crossover (jazz-latin rock) felvételeket is. A stúdióban Hamilton és Szabó mellett Jimmy Cheatham (harsona), Sadao Watanabe (altszaxofon, fuvola), Albert Stinson (nagybőgő), Victor Pantoja és Willie Bobo (latin ütőhangszerek) szerepelt.

### Gabor Szabo’s Quintet (1965–1974)
Szabó Gábor lassan már tíz éve élt az Egyesült Államokban, amikor az első önálló koncertfelkérést megkapta. A nagy lehetőségtől nagyon begyulladt, de végül is vállalta. A bemutatkozásra 1965 szeptemberében került sor New Yorkban. Novemberben pedig stúdióba vonult, hogy elkészítse első önálló albumát, a Gypsy 66-ot (Cigány '66). 1966. május elején Szabó újra Chico Hamiltonnal dolgozott együtt a The Further Adventures Of El Chico (A kisfiú újabb kalandjai) című album stúdiófelvételein New Yorkban. A felvételek elkészülte után egy nappal a zenészek nagy része már Szabó Gábor vezetésével dolgozott tovább. Szabó ugyanis sosem keresett magának zenészeket. Általában elfogadta az ajánlkozókat, kéznél levőket. Az Impulse kiadónál megjelent albumon Szabó Gábor mellett Hamilton, Bobo, Pantoja, azaz három ütőhangszeres és Ron Carter (nagybőgő) alkotta a ritmusrészleget. A nagylemez végül a Spellbinder (Lehengerlő szónok) címet kapta.
Egy kivételes album a Spellbinder, amely egy energikus latin jazz lemezzé vált, az album dallamvilága figyelemre méltó. Ez volt az Szabó Gábor egyetlen LP-je, ahol az Impulse kiadó producere, Bob Thiele hagyta őt szabadon dolgozni. A Spellbinder albumon hallható Szabó Gábor örökéletű szerzeménye a Cigány Királynő (Gypsy Queen) című dal, amelyet később sok együttes újra feldolgozza, köztük az angol Fleetwood Mac (1968) blues-rock formáció (Peter Green). A dal 1970-ben Carlos Santana feldolgozásában válik igazán világhírűvé Black Magic Woman címen. Szabó Gábor 1966 májusában egy harmadik album felvételeit is elkészítette, melyet Gary McFarlanddal közösen Jazz Raga (Raga-dzsessz) címen adtak ki. A lemezborítón Szabó Gábor festménye látható. A latin-rock és a latin-dzsessz (bossa nova) stílusok egyesítéséből megjelent egy újabb szín Szabó Gábor művészetében, az etno-zene.
Ezután koncertek és koncertlemezek következtek. A Szabó-quintettel 1967. április 14 és15-én másfél albumnyi élő felvétel készült, melyek első csoportja The Sorcerer (A varázsló) címen került kiadásra. Augusztus 11-én újabb lemezfelvétel: a később Light My Fire (Gyújtsd fel a tüzem) címen megjelent album, majd szeptemberben a California Dreamers énekegyüttessel közösen készítette el a Wind, Sky And Diamonds (Szél, égbolt és gyémántok) LP-t. A folytatásban Ralph J. Gleason meghívására 1967. szeptember 17-én quintetjével (Jimmy Stewart, Louis Kabok, Bill Goodwin, Hal Gordon) Kaliforniában, a Monterey Jazz Fesztiválon lépnek fel olyan zenészek társaságában, mint: Dizzy Gillespie, Don Ellis, Richie Havens, B. B. King, Janis Joplin és Jimi Hendrix.
(Szabó Gábor az 1967-es évet értékelő Down Beat szavazásán a gitárosok összesített ranglistáján az 1. Wes Montgomery elsősége mögött immár a harmadik helyre került).
1968. február 9-én McFarland, Szabó Gábor és a vibrafonos Cal Tjader New York-i székhellyel megalapították a Skye Recording Co. Ltd. lemezkiadót és felvették Szabó Gábor új stúdióalbumát, a Bacchanal-t (Dáridó). Ezt követte az augusztusban felvett Dreams (Álmok) című lemez, amelyen érződik, hogy Szabó végre szabadon alkothatott, és senki nem szólt bele a zenébe. Olyan zeneszerzők neve is felbukkan ezen a lemezen, mint Kodály Zoltán vagy Manuel de Falla. A Jazz szakma zsűrije szerint ez az LP a legeredetibb, Szabó Gábor legjobb albuma. A hatvanas évek vége felé megjelenő, a kemény rockzenét játszó új hullám: George Harrison, Eric Clapton és Jimi Hendrix stílusával már nem tudott lépést tartani a saját ("spellbinding") stílusával.
(Ezt tükrözi az 1968-as Down Beat lista néhány részlete is: 1. Kenny Burrell, … 4. Eric Clapton, 5. Szabó Gábor, … 12. Jimi Hendrix).
A hatvanas évek végén volt egy időszak amikor Lena Horne amerikai filmszinésznővel közösen készít három dzsessz albumot: Watch What Happens, In My Life, My Mood Is You címen. 1970-ben létrejön a nagy találkozás Carlos Santanaval, ahol tisztázódik a kettejük közti dalszerzői jogvita (Black Magic Woman).
1970 szeptemberében elkészülnek a Magical Connection (Bűvös kapcsolat) című LP felvételei. Ebben az időben a Szabó-quintet Hollywoodban Bobby Womackkel azonos próbatermet használtak. A neves ritmusgitárossal először csak együtt gyakoroltak, majd az új Szabó albumot, a High Contrasts (Nagyfokú ellentétek) című korongot már együtt vették fel 1971 márciusában. Ezen az albumon jelent meg Bobby Womack híres Breezin (Átejtés) című dala is, mely lehet, hogy Szabó kompozíció. A stúdióba bekerült Szabó Gábor és Bobby Womack ugyanis az LP számait a próbák és a felvételek ideje alatt együtt komponálták, a felvett darabok szerzőségét pedig pénzfeldobással döntötték el. Ebből végül harag is származott, mert Szabó szerint a kialakult szerzőségen Womack az ő tudta nélkül változtatott. 1972 augusztusában Totth Péter, az egykori magyarországi zenésztárs, aki akkor a svéd Four Leaf Clover lemezkiadó zenei szaktanácsadójaként működött, szervezett Szabónak egy lemezfelvételt, szabad kezet kapott. A végeredmény pedig Small World (Kis világ) címen jelent meg.
1973 januárjában Creed Taylor kiadásában megjelent egy igen érdekes LP, az unicumnak számító Mizrab című lemez, amelyen a cigány, indiai és az ázsiai népzenék egyesített dallamvilága hallható dzsesszesített változatban. A lemezen közreműködött Ron Carter (nagybőgő), Jack DeJohnette (dobok), Billy Cobham (dobok) és Ralph MacDonald (ütőhangszerek). Az 1973 szeptemberében felvett és a CTI kiadásában Rambler (Bolyongó) címen kiadott albumon Bob James hangszereléseiben hat számot hallhatunk, majd Szabó 1973 végén Paul Desmond új CTI albumának egyik gitárosa lett, az album a Skylark (Pacsirta) címet kapta. Az albumon hallhatók: Bob James (piano) Gene Bertoncini (gitár), Szabó Gábor (szólógitár), Ron Carter (bass gitár), Jack DeJohnette (dobok) Ralph MacDonald (trombita), George Ricci (cselló).

### 1974: az első visszatérés
Szabó Gábor 1974-ben Magyarországra látogatott. Első budapesti fellépését az Interbrass együttessel adta, majd a hegedűs és brácsás Deseő Csaba (dzsemszésön-jellegű estjére) meghívására a Petőfi Sándor utcai Építők Klubjában két fellépésen is szerepelt. A nagybőgős Pege Aladár kezdeményezésére a tévészerkesztő Módos Péter szervezte meg Szabó tévészereplését. A felvételeken Kovács Kati (ének), Pege Aladár (nagybőgő, basszusgitár), Másik János (elektromos zongora), Kőszegi Imre (dobok, kongák) és Dely István (kongák) voltak Szabó partnerei. E számokban Szabó igen feldobott pillanatait örökítették meg. A műsor hanganyaga a Moiras Records archív lemezsorozatában 2008-ban megjelent, limitált példányszámú sorszámozott bakeliten és CD-n. Az album átütő erővel tükrözi azt a stúdióban kialakult emelkedett hangulatot, amelyet a nagyszerű előadókból az együttzenélés öröme váltott ki.  Archiválva 2009. február 12-i dátummal a Wayback Machine-ben
Az 1975-ös év amerikai lemezfelvétele a Macho (Férfias) címet kapta. A hatszámos album legjelentősebb darabjai eredeti Szabó-kompozíciók. Ebben az évben Szabó szakított a Taylor-formula zenei panelhangzásával, és az új kiadójával az első felvételét vendégmuzsikusként készítette (Coke Escovedo-albumán). A Mercury cégnél megjelent Nightflight (Éjszakai repülés) című Szabó-album zeneanyagát 1976 első felében rögzítették alkalmi zenésztársakkal. Ezen kívül Szabó, Charles Earland (zongora) könnyed hangvételű albumán: The Great Pyramid (A nagy piramis) is játszott.
A következő Mercury-albumát Faces (Arcok) címen készítette, és szomorú jellegzetessége, hogy ez lett az utolsó, az életében Amerikában kiadott korongja. Ezen az albumon hallható a The Last Song (Utolsó dal) című romantikus szám is. 1978-ban Svédországban Totth Péter szervezésében felvették a második Four Leaf Clover albumot. A Belsta River (Belsta-folyó) felvételeinél Janne Schaffer (gitár), Wodek Gulgowski (zongora, elektromos zongora, szintetizátor), Pekka Pohjola (basszusgitár), Peter Sundell (dobok) és Malando Gassama (ütőhangszerek) voltak Szabó zenészpartnerei.

### A második visszatérés és halála
Májusban a San Diegó-i Catamaranban lépett fel, majd repülőgépre szállt és elindult Budapestre. Szabó ezúttal a Hilton Szállóban lakott. Itt tartotta egyetlen budapesti zártkörű fellépését, másfél órás programot adott alkalmi együttesével. A zenekarban Szabó Gábor mellett Dés László (szaxofon), Babos Gyula (gitár), Másik János (elektromos zongora), Lerch István (szintetizátor), Dandó Péter és Sípos Endre (basszusgitár), illetve Kőszegi Imre (dobok) játszott, és Bontovics Kati énekelt.

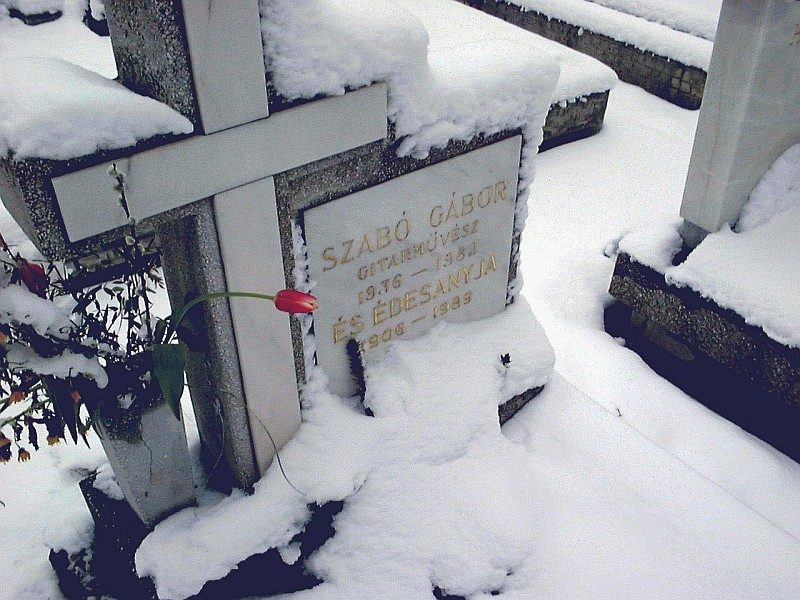
Szabó Gábor gitárművész sírja Budapesten. Farkasréti temető: 36/2-1-22.

Szabó 1979-től már időnként kórházban is volt, ahol az intenzív kúra eredményeképpen időszakosan javult valamit állapota. Tisztában volt helyzetével (Faces: The Last Song, 1977) és tudta, hogy hosszabb távon már nincs segítség. Ezért is vállalkozott egy intenzív kezelésre: kábítószer-elvonókúrán vett részt. A kórházi kezelések közben derült ki, hogy az a hely a szcientológia vallási helye is egyben, és az orvosok a gyógyítás mellett hittérítéssel is foglalkoztak – a kórház egyik menedzsere Chick Corea volt. Szabó orvosai és Corea hatására az új Szabó-album felvételeit már Corea és "cége" szervezésében kezdték el az amerikai Studio Cityben 1979 júliusában. A felvételeknél Jim Keltner (dobok) és Paulinho DaCosta (ütőhangszerek) kísérték Szabó Gábort. Egy szám pedig gitár-zongora kettőse lett Chick Coreával. Szabó közben összeveszett a szcientológusokkal és beperelte őket. A szcientológusokkal való összeütközés elkerülése miatt végül elállt a Femme Fatale (A végzet asszonya) Amerikában történő kiadásától, így Szabó valamivel könnyebben tudta megszerezni félig elkészült (keveretlen) felvételeit, amelyet saját költségén fejezett be. A hanglemez végül a Magyar Hanglemezgyártó Vállalat gondozásában jelent meg Szabó Gábor első (és egyetlen!) magyar mikrobarázdás lemezeként 1981-ben.
Ebben az évben egy zenekar szervezését is elkezdte, amelyben többek között Garay Attila (zongora), Kőszegi Imre (dobok), Dandó Péter (basszusgitár) és Pedro Guevara (ütőhangszerek) is szerepelt volna. A Fővárosi Művelődési Házban 1981. december 15-ére tervezett lemezbemutató koncertjére már nem kerülhetett sor. December 7-én beszállították a Daróczi úti kórházba, majd az állapota rosszabbodása miatt átkerült a László-kórházba. Ott hunyt el máj- és veseelégtelenség következtében 1982. február 28-án.

## Epilógus
Szabó Gábort sztárként ünnepelték Amerikában, interjúkat közölt vele a világ vezető dzsesszlapja, a Down Beat is. Sokszor azonban nem értették a jóval saját kora előtt járó művészt, aki már akkor crossover jazzt és world musicot játszott, amikor még ez a fogalom nem is létezett. Kevesen értették úgy meg a Szabó Gábor tanítását, mint Carlos Santana, aki részben a Szabó által használt és felkínált elemeket is felhasználva alapította meg világhírű együttesét, a Santanát.
A Magyar Jazz Szövetség 1992-ben róla elnevezett Szabó Gábor-díjat alapított a magyar jazzművészet színvonalát emelő előadók elismerésére.